# طوطی تیره
طوطی تیره (نام علمی: Pionus fuscus) نام یک گونه از زیرخانواده طوطی نوگرمسیری است.